# Perry Berezan
Perry Edmund Berezan (né le 5 décembre 1964 à Edmonton, Alberta au Canada) est un ancien joueur professionnel canadien de hockey sur glace,.

## Carrière de joueur
Après deux saisons universitaires aux États-Unis, il devint joueur professionnel en joignant les Flames de Calgary de la Ligue nationale de hockey au terme de la saison 1984-1985. Il y joua quelques saisons avant d'être échangé aux North Stars du Minnesota.
Après ses saisons avec les North Stars, il signa avec un club d'expansion, les Sharks de San José mais ne réussit pas à s'imposer comme joueur régulier au sein de la formation californienne. Il prit alors sa retraite à la fin de la saison 1992-1993.

## Statistiques
| Saison     | Équipe                         | Ligue      |     | Saison régulière | Saison régulière | Saison régulière | Saison régulière | Saison régulière |   | Séries éliminatoires | Séries éliminatoires | Séries éliminatoires | Séries éliminatoires | Séries éliminatoires |
| Saison     | Équipe                         | Ligue      | PJ  | B                | A                | Pts              | Pun              | PJ               | B | A                    | Pts                  | Pun                  |                      |                      |
| 1981-1982  | Saints de St. Albert           | AJHL       | 47  | 16               | 36               | 52               | 47               | -                | - | -                    | -                    | -                    |                      |                      |
| 1982-1983  | Saints de St. Albert           | AJHL       | 57  | 37               | 40               | 77               | 110              | -                | - | -                    | -                    | -                    |                      |                      |
| 1983-1984  | Fighting Sioux de North Dakota | NCAA       | 44  | 28               | 24               | 52               | 29               | -                | - | -                    | -                    | -                    |                      |                      |
| 1984-1985  | Fighting Sioux de North Dakota | NCAA       | 42  | 23               | 35               | 58               | 32               | -                | - | -                    | -                    | -                    |                      |                      |
| 1984-1985  | Flames de Calgary              | LNH        | 9   | 3                | 2                | 5                | 4                | 2                | 1 | 0                    | 1                    | 4                    |                      |                      |
| 1985-1986  | Flames de Calgary              | LNH        | 55  | 12               | 21               | 33               | 39               | 8                | 1 | 1                    | 2                    | 6                    |                      |                      |
| 1986-1987  | Flames de Calgary              | LNH        | 24  | 5                | 3                | 8                | 24               | 2                | 0 | 2                    | 2                    | 7                    |                      |                      |
| 1987-1988  | Flames de Calgary              | LNH        | 29  | 7                | 12               | 19               | 66               | 8                | 0 | 2                    | 2                    | 13                   |                      |                      |
| 1988-1989  | Flames de Calgary              | LNH        | 35  | 4                | 4                | 8                | 21               | -                | - | -                    | -                    | -                    |                      |                      |
| 1988-1989  | North Stars du Minnesota       | LNH        | 16  | 1                | 4                | 5                | 4                | 5                | 1 | 2                    | 3                    | 4                    |                      |                      |
| 1989-1990  | North Stars du Minnesota       | LNH        | 64  | 3                | 12               | 15               | 31               | 5                | 1 | 0                    | 1                    | 0                    |                      |                      |
| 1990-1991  | Wings de Kalamazoo             | LIH        | 2   | 0                | 0                | 0                | 2                | -                | - | -                    | -                    | -                    |                      |                      |
| 1990-1991  | North Stars du Minnesota       | LNH        | 52  | 11               | 6                | 17               | 30               | 1                | 0 | 0                    | 0                    | 0                    |                      |                      |
| 1991-1992  | Sharks de San José             | LNH        | 66  | 12               | 7                | 19               | 30               | -                | - | -                    | -                    | -                    |                      |                      |
| 1992-1993  | Blades de Kansas City          | LIH        | 9   | 4                | 4                | 8                | 31               | -                | - | -                    | -                    | -                    |                      |                      |
| 1992-1993  | Sharks de San José             | LNH        | 28  | 3                | 4                | 7                | 28               | -                | - | -                    | -                    | -                    |                      |                      |
| Totaux LNH | Totaux LNH                     | Totaux LNH | 378 | 61               | 75               | 136              | 277              | 31               | 4 | 7                    | 11                   | 34                   |                      |                      |

## Transactions en carrière
- 4 mars 1989 : échangé aux North Stars du Minnesota par les Flames de Calgary avec Shane Churla for Brian MacLellan et d'un choix de 4e ronde (Robert Reichel) lors du repêchage d'entrée dans la LNH en 1989.
- 10 octobre 1991 : signe un contrat comme agent libre avec les Sharks de San José.